# Kågedalens AIF
Kågedalens AIF är en idrottsförening från Kågedalen i Skellefteå kommun, Västerbotten. Föreningen bildades 1962 och har idag verksamhet inom fotboll, innebandy och ishockey. Damernas A-lag i fotboll spelar 2025 i Division 2 Norra Norrland och herrarnas A-lag i Division 6 norra. I innebandy nådde föreningen framgångar 2019 genom att damlaget fick en plats i Allsvenskan efter att Kalix dragit sig ur.
I ishockey spelade föreningen i Division I 1977–1982 innan man gick samman om ett lag med Clemensnäs/Rönnskärs IF säsongen 1982/83. Därefter började man om i Division III och återkom aldrig till de högre divisionerna. Från 2012 har seniorlaget i ishockey varit nerlagt medan ungdomsverksamheten funnits kvar. Klubbens ishockeyverksamhet är idag framförallt känd för att spelare som Pär Lindholm (Boston Bruins), Viktor Arvidsson (Nashville Predators) och Filip Gustavsson (Belleville Senators) har sina rötter i klubben.

## Säsonger i Division I i ishockey
| Säsong                                    | Division         | Placering      | Vårserie       | Kval/Playoff   |
| Kågedalens AIF                            | Kågedalens AIF   | Kågedalens AIF | Kågedalens AIF | Kågedalens AIF |
| ----------------------------------------- | ---------------- | -------------- | -------------- | -------------- |
| 1977/1978                                 | Division I Norra | 8              | -              | -              |
| 1978/1979                                 | Division I Norra | 7              | -              | -              |
| 1979/1980                                 | Division I Norra | 8              | -              | -              |
| 1980/1981                                 | Division I Norra | 7              | -              | -              |
| Clemensnäs IF/Rönnskärs IF/Kågedalens AIF |                  |                |                |                |
| 1981/1982                                 | Division I Norra | 7              | -              | -              |